# (3271) Ул
(3271) Ул (лат. Ul) — небольшой околоземный астероид из группы Амура (II), который был открыт 14 сентября 1982 года немецким астрономом Г.-Э. Шустером в обсерватории Ла-Силья и был назван в честь Ул, лунного божества меланезийской мифологии.

Орбита астероида Ул и его положение в Солнечной системе
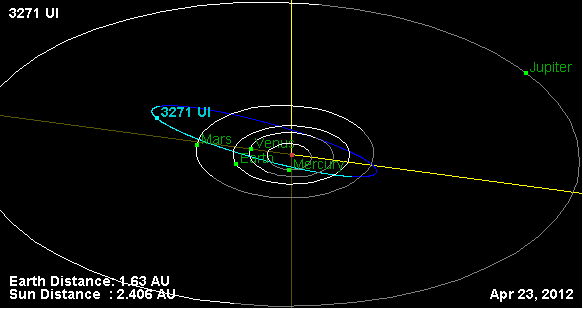
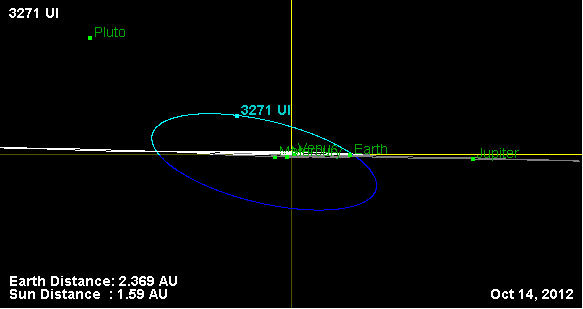
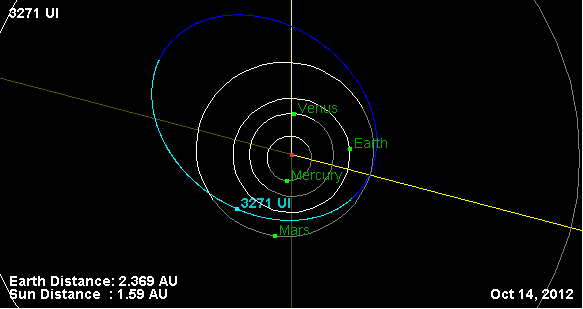

Астероид способен довольно близко приближаться к Марсу до расстояния в 0,07476 а. е. (11,184 млн км). Наиболее близкие подходы к Земле состоялись: 26 августа 1982 года — 0,2835 а. е. (42,414 млн км) и  27 августа 2110 года — 0,2787 а. е. (41,689 млн км). 